# Mirzə Fətəli Axundov

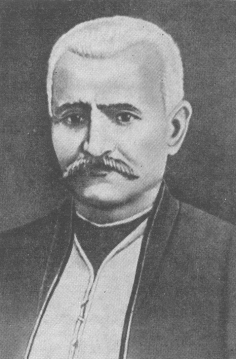
Mirzə Fətəli Axundov

Mirzə Fətəli Axundov född 1812, död 1878, var en azerbajdzjansk filosof, skribent och dramatiker, grundare av azerbajdzjansk dramaindustri. Han var skaparen av det azerbajdzjanska alfabetet. 
Han är en mycket viktig person i Azerbajdzjans historia. Han skrev noveller, satiriska komedier, dramer och filosofiska skrifter. I sina verk fördömde han religiös fanatism, despotism och efterblivenhet. Han var litteraturkritiker.